# Angels of Distress
Angels of Distress ist das zweite Album der finnischen Funeral-Doom-Band Shape of Despair.

## Entstehung

### Personelle Situation
Seit ihrer Gründung bis zu den Aufnahmen von Angels of Distress verfügte Shape of Despair laut Jarno Salomaa über keine konstante Besetzung. Der ehemalige Sänger Toni Mäensivu verließ Shape of Despair um zum Studium nach Lappland umzuziehen. Pasi Koskinen von Amorphis trat an seiner Stelle der Band bei. Johanna Vakkuri, die auf dem Debüt noch Flöte spielte trat zu den Aufnahmen des Albums ebenfalls nicht mehr in Erscheinung. Anstelle einer Flöte wurde eine von Toni Raehalme gespielte Geige in den Klang eingebunden.

### Songwriting, Aufnahme und Produktion
Die den Aufnahmen vorausgegangene Veränderung der Band-Konstellation sowie damit zum Teil einhergehende stilistische Veränderungen im Songwriting bezeichnete Salomaa als „natürlichen Prozess“, während er die Musik als „Ausdruck persönlicher Gefühle“ beschrieb.
Die Stücke wurden zwischen 1997 und 1999 von Salomaa geschrieben. Wie das vorausgegangene Debüt Shades of … wurde Angels of Distress in den Hellhole Studios in Helsinki aufgenommen. Die Aufnahmen fanden von April bis Juli 2001 statt. Als Produzenten fungierten die Studiobetreiber Kaide Hinkkala und Antti Lindell sowie Salomaa selbst. Das Mastering wurde in den Finnvox Studios durch Mika Jussila vorgenommen.

## Albuminformationen
Das 2001 erstmals veröffentlichte Album enthält fünf separate Stücke mit einer Gesamtspielzeit von 54:54 Minuten. Das Album wurde mehrmals Wiederveröffentlicht. Als Verantwortlich für die grafische Aufbereitung des Begleitmaterials wurde der polnische Cover-Künstler Mariusz Krystew engagiert. Zur Zeit der Aufnahme und Veröffentlichung bestand die Band aus dem Gitarristen Jarno Salomaa, dem Bassisten Tomi Ullgren, dem Schlagzeuger Samu Ruotsalainen sowie dem singenden Ehepaar Natalie und Pasi Koskinen. Als Gastmusiker trat der Violinist Toni Raehalme in Erscheinung.

### Veröffentlichung
Angels of Distress wurde am 25. September 2001 durch Spikefarm Records und Fono Ltd., exklusiv für den russischen Markt lizenziert, als CD und MC veröffentlicht. Wiederveröffentlichungen erschienen in den folgenden Jahren unter anderem über Relapse Records, XIII BIS Records, Hammerheart Records und Aftermath Music. Im Jahr 2012 veröffentlichte Aftermath Music eine erste Vinyl-Version des Albums.

### Gestaltung
Das Album wurde durch den polnischen Cover-Künstler Mariusz Krystew gestaltet. Krystew zeichnete ebenfalls für das veränderte Design der Vinylversion verantwortlich. Das Cover der CD-Version ist grau im Stil einer digitalen Collage gehalten. Horizontal durchzieht die graue Fläche ein abgesetzter breiter Bild-Streifen in Graustufen. Unter anderem sind ein Strichcode, eine Fotografie einer Engelsstatue sowie Albumtitel und Bandnamen in das Design eingepflegt. Die Gestaltung wird im inneren des Covers fortgeführt. Die erste Veröffentlichung erschien als Digipack ohne Beiheft. Angaben zu Aufnahmen, Titeln und Produktion wurden auf der Kartonage des Digipack abgedruckt. Auch spätere Veröffentlichungen behielten die reduzierte Gestaltung bei. Auch für die mit einem Jewelcase versehene Version des Albums von Relapse Records wurde das Design nicht maßgeblich verändert oder ergänzt. Die Reduzierung auf wesentliche Informationen und das Auslassen eines Abdrucks der Liedtexte bezeichnet Salomaa als konzeptionell intendiert.

„I think that it was much better to keep the album sleeve clear without any distracting texts… to keep it simple (thanks to Mariusz) like our music.“

„Ich glaube, dass es viel besser war, den Album-Einband klar und ohne störende Texte zu halten… Es sollte, wie unsere Musik, einfach gehalten bleiben (Dank an Mariusz).“

Die Vinyl-Version wurde mit der Abbildung eines kollagierten Ölgemäldes der Rückenansicht einer Engelsfigur in weiß auf schwarzem Grund mit rotem Rand versehen. Die restliche Gestaltung der Umverpackung war in Schwarz mit weißen Aufdruck versehen. Auf der Vinylversion sind ebenso die Texte der Lieder in Weiß auf Schwarz abgedruckt. Die Angaben zu Aufnahme, Songwriting und Produktion sind ebenfalls in weiß aufgedruckt. Hinzukommend sind in rot gehaltene Porträtfotos der Bandmitglieder abgebildet.

### Stil
Die auf Angels of Distress präsentierte Musik wird von Rezensenten als „extrem melancholischer, ultra-langsamer und atmosphärischer Doom“, „purer Doom“ und als „ambitioniertes episches Werk des Avantgarde-Doom-Metals“ beschrieben. Dabei stellen Rezensenten Bezüge zu My Dying Bride, Esoteric, Opeth, Skepticism, Disembowelment und Cathedral her. Totz allgemeiner und vager Zuordnungen zu einem breiten Doom-Spektrum konkretisieren einige Rezensenten die Einordnung. So stellt Kostas Panagiotou von Pantheist fest, dass die Musik von Shape of Despair meist dem Funeral Doom zugerechnet wird, allerdings auf Angels of Distress auch modernere Einflüsse verarbeiten würden. Er zog vergleichende Parallelen zu Thergothon, Unholy, Skepticism und Dolorian. Ebenso wurde das Album in einer für das Webzine metal.de verfassten Rezension dem Funeral Doom zugeordnet und mit Skepticism, Thergothon, Unholy und Evoken verglichen.
Eduardo Rivadavia beschreibt die Musik für Allmusic als Kombination aus „Heavy-Metal-Gitarren, Death-Grunts, einer engelhaften Frauenstimme und einer Streich- und Synthesizer-Orchestrierungen.“ An anderer Stelle werden das reduzierte Tempo und das repetitive Arrangement als die Musik kennzeichnend benannt. In weiteren Besprechungen wird darauf verwiesen, dass „Gitarren (…) gezielter zum Einsatz (käme und) Freiraum für Vocals, Synthesizer und Violine“ ließe. Derweil sei es trotz eines „gleichbleibenden Tempos und Grundthemas abwechslungsreich.“

## Rezeption
Ähnlich den Stilbeschreibungen durch Allmusic, Doom-Metal.com oder Metal.de wurde das Album für das Webzine Vampster in Relation zum Debüt positiv wertend beschrieben:

„Im Vergleich zu ‚Shades of…‘ sind SHAPE OF DESPAIR zwar fast schon eingängig geworden – doch die Jungs und das Mädchen hinter den Buchstabenkürzeln haben noch immer ein untrügliches Gespür für endlos traurige Songs. ‚Angels Of Distress‘ ist bei weitem nicht so monoton wie das Vorgängeralbum. Doch diese Band ist noch immer bodenlos depressiv. Wo andere Bands noch versuchen, verschiedene Stimmungen auszudrücken, haben SHAPE OF DESPAIR längst resigniert und versuchen gar nicht erst, Spannungsbögen zu bauen. ‚Angels Of Distress‘ hat eine einzige Richtung: Nach unten. Die Songs haben nichts mit samtig-schönem Gothic zu tun, diese Musik ist unheilschwanger und bedrückend. Zäh wälzt sich Riff um Riff durch schwarze Klanglandschaften. Hier plätschern keine munteren Melodiebäche, hier dringen keine Sonnenstrahlen durch die wabernden Keyboardflächen. Zwischen den Gitarren und dem dezenten Schlagzeug schlängeln sich hoffnungslose Geigenklänge, eine weibliche Stimme hebt an zur Wehklage, sanft wiegen epische Melodien und ein monotoner Rhythmus in uferloses Dunkel.“

So fielen die Besprechungen für Angels of Distress überwiegend positiv aus. Einige Rezensenten verwiesen jedoch darauf, dass die Musik nicht jedem zu empfehlen sei sowie dass sie für den Rezensenten selbst nur in ausgewählten Augenblicken funktioniere. So schrieb Wolf-Rüdiger Mühlmann für das Rock Hard, dass Angels of Distress einerseits „der perfekte Soundtrack zum langsamen Leiden und Sterben“ sei, andererseits „nur manchmal, an ausgewählten Tagen“ funktioniere. Auch in anderen Rezensionen wurde festgehalten, dass es „kein Album für jeden“ sei und auch die der Musik zugetanen Hörer sollten sich „erst einmal auf die monotone und resignierende Atmosphäre einstellen.“ An anderer Stelle wiederum wurde Angels of Distress in höchsten Maße gelobt und als „ein Muss!“ für Genre-Fans oder „must buy“ hervorgehoben. Die hohe Beurteilung behielt das Album indes über die Jahre seit seiner Erstveröffentlichung bei. So führte das Decibel Magazine Angels of Distress im Jahr 2014 auf dem Platz 97 des Specials The Top 100 Doom Metal Albums of all Times.